# Ga Phủ Đức
Ga Phủ Đức là một nhà ga xe lửa tại thành phố Việt Trì tỉnh Phú Thọ. Nhà ga là một điểm của đường sắt Hà Nội - Lào Cai và nối với ga Việt Trì với ga Tiên Kiên.
| Ga trước Việt Trì | Đường sắt Việt Nam Đường sắt Hà Nội - Lào Cai | Ga sau Tiên Kiên |